# قزل أحمد (عباس الغربي)
قزل أحمد (بالفارسية: قزل‌احمد) هي مستوطنة تقع في إيران في قسم عباس الغربي الريفي. يقدر عدد سكانها بـ 302 نسمة .